# Pristaulacus chlapowskii
Pristaulacus chlapowskii is een vliesvleugelig insect uit de familie van de Aulacidae. De wetenschappelijke naam van de soort is voor het eerst geldig gepubliceerd in 1900 door Kieffer.